# Álex Remiro
Alejandro „Álex” Remiro Gargallo (n. 24 martie 1995, Cascante⁠(d), Navarra, Spania) este un fotbalist profesionist spaniol care joacă ca portar la Real Sociedad în La Liga.
Format la Athletic Bilbao, a jucat ca senior cu Basconia, Bilbao Athletic, Levante, Huesca și Real Sociedad. A câștigat Copa del Rey 2020 cu ultimul club.

## Cariera de club

### Athletic Bilbao
Născut în Cascante, Navarra, Remiro s-a alăturat sistemului de tineret al lui Athletic Bilbao în 2009, la vârsta de 14 ani. Și-a făcut debutul ca senior cu Basconia în sezonul 2012–13, în Tercera División.
Pe 26 mai 2014, Remiro a fost promovat cu echipa de rezerve în Segunda División B. A fost numit prima alegere după plecarea lui Kepa Arrizabalaga în ianuarie, și a încheiat sezonul cu 23 de apariții – inclusiv play-off-uri – întorcându-se în Segunda División după o absență de 19 ani.
Remiro și-a făcut debutul profesionist pe 24 august 2015, începând cu o înfrângere cu 0-1 pe teren propriu împotriva lui Girona. La 22 iunie a anului următor, a fost promovat la prima echipă în La Liga.
Remiro a fost împrumutat la Levante UD, pe 1 iulie 2016, pentru un an. Cu toate acestea, a fost rechemat de clubul său în următoarea fereastră de transfer din cauza unei accidentări a lui Kepa.
La 21 iulie 2017, Remiro s-a mutat la SD Huesca în divizia a doua, cu un împrumut pe un an. A avut un rol major la clubul aragonez, promovând echipa pentru prima dată în istoria lor, ratând doar un meci din 42.
La întoarcerea sa pe stadionul San Mamés, Remiro părea pregătit să joace cu prima echipă după ce Kepa a fost transferat la Chelsea, iar celălalt portar, Iago Herrerín, a suferit o accidentare. Cu toate acestea, reprezentanții săi nu au reușit să cadă de acord asupra condițiilor unui nou contract cu clubul și, ca răspuns, subalternul său, Unai Simón, a fost ales să joace în primul meci din noul sezon împotriva lui CD Leganés; cu Simón stabilit în echipă și fără soluționare a disputei contractuale, câteva săptămâni mai târziu s-a confirmat că Remiro dorea să părăsească Athletic și acest lucru avea să se întâmple pe 30 iunie 2019.

### Real Sociedad
Remiro a acceptat un contract de patru ani cu rivalii lui Athletic, Real Sociedad, pe 10 iunie 2019, în vigoare de la 1 iulie. Și-a făcut debutul în campionat pe 27 septembrie, într-o victorie cu 3-0 pe teren propriu împotriva lui Deportivo Alavés.
În mai 2020, Remiro a fost testat pozitiv pentru COVID-19. În 3 aprilie a anului următor, a început în finala întârziată a Copa del Rey, ajutând la înfrângerea primului său club, Athletic, cu 1–0 la Sevilla. Pe 31 octombrie, a fost consolat de foștii coechipieri la sfârșitul unui alt derby basc din cauza suferinței sale evidente după ce a primit golul egalări în ultimele minute într-o încercare greșită de a lovi mingea, când o victorie ar fi plasat Real Sociedad în fruntea clasamentului.

## Palmares
Levante
- Segunda División: 2016–17 [17][18]

Real Sociedad
- Copa del Rey: 2019–20 [19][20]